# Tetranchyroderma hirtum
Tetranchyroderma hirtum is een buikharige uit de familie Thaumastodermatidae. Het dier komt uit het geslacht Tetranchyroderma. Tetranchyroderma hirtum werd in 1973 voor het eerst wetenschappelijk beschreven door Luporini, Magagnini & Tongiorgi. 